# Catagramma catharinensis
Catagramma catharinensis är en fjärilsart som beskrevs av Embrik Strand 1916. Catagramma catharinensis ingår i släktet Catagramma och familjen praktfjärilar. Inga underarter finns listade i Catalogue of Life.